# Peter C. Krell
Peter Chulmin Krell (* 1971 oder 1972) ist ein deutsch-koreanischer Verleger und Unternehmer.
Von 2003 bis 2008 war Krell Herausgeber und Chefredakteur des Computerspiele-Entwicklermagazins Game Face. Die Gründung der Pan European Online Game Association (PEGOA) 2009 ging auf seine Initiative zurück. Ab 2011 arbeitete er im Bereich Business Development für Bytro Labs. 2023 gründete er das KI-Magazin AI.Mag.